# جوهر انتخاباتی

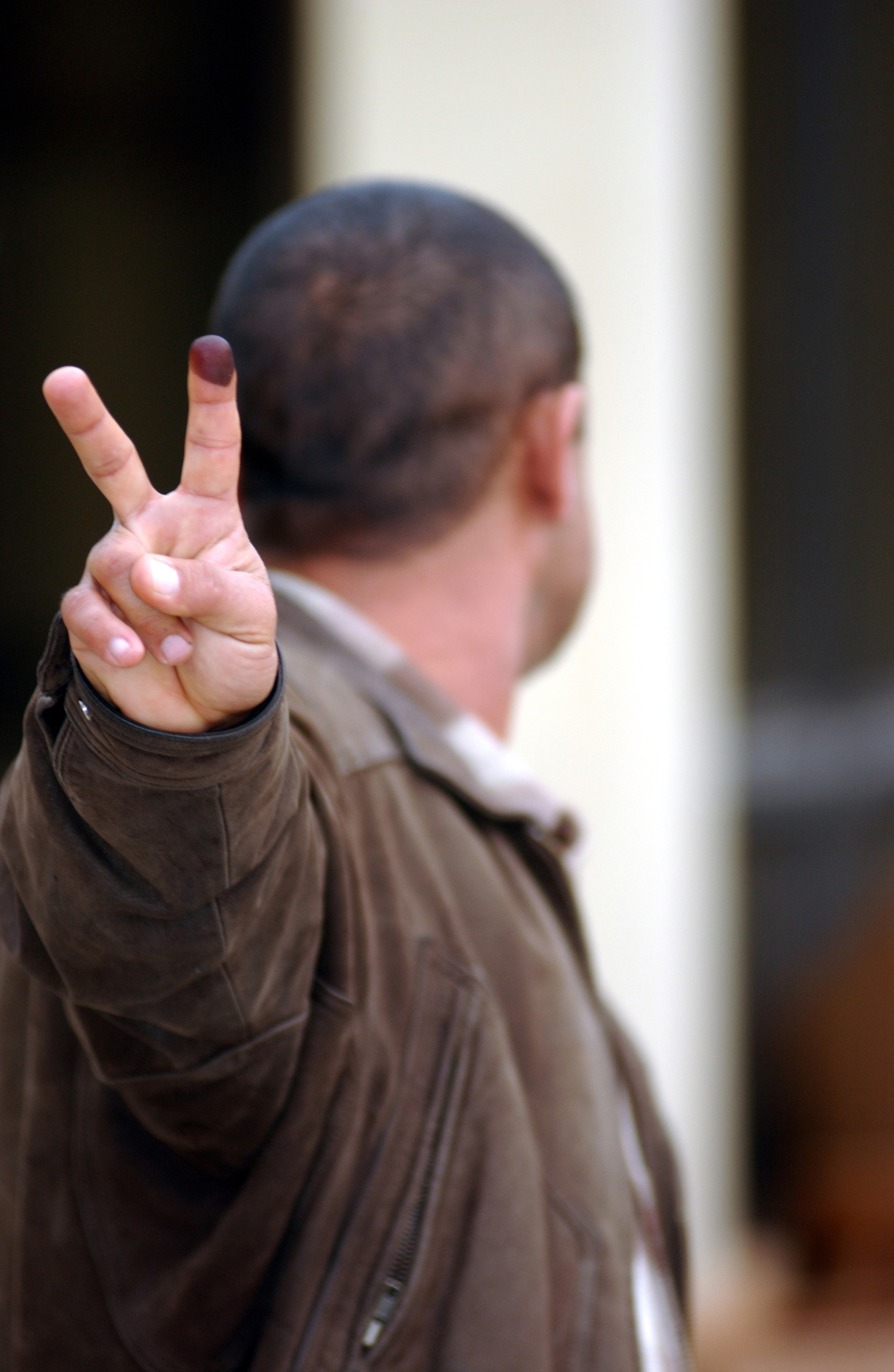
یک انتخاب‌کنندهٔ ناشناس درحال نشان دادن انگشت جوهری اش در خلال انتخابات مجلس عراق (دسامبر ۲۰۰۵)

جوهر انتخاباتی (به انگلیسی: Electoral ink)یا جوهر ماندگار یا لکهٔ انتخاباتی یا جوهر فسفریک، نوعی رنگ یا جوهر نیمه دائمی است که معمولاً برای جلوگیری از شرکت چندباره افراد در یک انتخابات و تقلب انتخاباتی، انگشت سبابهٔ انتخاب‌کنندگان را به‌آن آغشته می‌کنند. این یک روش مؤثر برای کشورهایی است که در آن‌ها زیرساخت‌ها و اسناد و مدارک شناسایی استاندارد برای همهٔ مردم وجود ندارد. اما در ایران به دلیل ممهور کردن صفحه انتخابات شناسنامه افراد و استعلام آنی هویت و وضعیت شرکت افراد در انتخابات، از جوهرهای کم دوام به جای جوهرهای بادوام استفاده می‌شود و بیشتر دارای جنبهٔ فرهنگی است.

## تاریخچه
در اولین انتخابات در هند، کمیسیون مستقل انتخابات با یک مشکل بزرگ مواجه شد: شناسایی انتخاب‌کنندگان. به‌طوری که هیچ‌کس نتواند بیش از یک‌بار در رأی‌گیری شرکت کند. مقامات هند، آزمایشگاه ملی فیزیک را مأمور یافتن راه‌حل کردند. یک تیم از دانشمندان نوعی جوهر را برای این کار پیشنهاد دادند. دولت هند از آن‌پس شروع به استفاده از جوهر پاک نشدنی در طول انتخابات کرد این روش تا به امروز ادامه دارد.
همچنین بسیاری از کشورهای در حال توسعه، برای انجام امور انتخاباتی‌شان، از دولت هند، جوهر انتخاباتی می‌خرند. با این حال رایج‌ترین جوهری که در جهان برای این‌کار استفاده می‌شود، توسط فِلیبِرتو وازکووِز داویل، یک مهندس بیوشیمیایی مکزیکی، اختراع شده‌است. 

## کاربرد
پاک کردن این جوهر، به خصوص زمانی که به پوست می‌چسبد، تقریباً برای مدتی نسبتاً طولانی امکان‌پذیر نیست؛ بنابراین، جوهر انتخاباتی، به‌عنوان یک ویژگی امنیتی برای جلوگیری از رأی دادن چندبارهٔ یک فرد در انتخابات به کار می‌رود. معمولاً انگشت سبابهٔ دستِ چپِ انتخاب‌کنندگان به این جوهر آغشته می‌شود. اما در ایران، انگشت سبابهٔ دست راست افراد را جوهری می‌کنند.
جوهر انتخاباتی ممکن است بسته به شرایط و اولویت‌ها، از طریق روش‌های مختلفی به انگشت دست افراد آغشته شود. رایج‌ترین روش‌ها، فرو بردن انگشت درون بطری رنگ یا استفاده از اسفنج یا یک برس یا اسپری یا قلم نشانگر (ماژیک) است. با تمام روش‌های فوق، باید ۱۵ تا ۳۰ ثانیه صبر کرد تا انگشت خشک شود تا اطمینان از باقی ماندن رنگ برای مدت مورد نیاز حاصل شود.

### در ایران
اگرچه در قوانین انتخاباتی ایران هم برای جلوگیری از رأی دادن مجدد افراد از کنترل آغشته نبودن انگشت سبابه دست راست انتخاب‌کنندگان به جوهر استامپ اشاره شده‌است، اما الزامی برای طولانی بودن زمان باقی ماندن جوهر بر انگشت افراد وجود ندارد و به‌دلیل وجود امکاناتی مثل کارت شناسایی ملی، دستگاه‌های الکترونیکی و استفاده از روش‌هایی مثل کنترل و ممهور کردن صفحۀ انتخابات شناسنامه و نیز استعلام آنی هویت و وضعیت شرکت افراد در انتخابات، از جوهرهای کم دوام و استامپی به جای جوهرهای بادوام استفاده می‌شود و بیشتر دارای جنبهٔ فرهنگی بوده و نمادی از مشارکت در انتخابات است.

#### اختیاری شدن استفاده از جوهر انتخاباتی در انتخابات مجلس یازدهم
در جریان برگزاری یازدهمین دوه انتخابات مجلس شورای اسلامی در ایران که مصادف با انتشار جهانی بیماری کرونا در سال‌ها 2019 و 2020 بود، شایعه انتقال ویروس کرونا از طریق انگشت زدن به استامپ منتشر شد که در پی آن رییس ستاد انتخابات کشور ضمن هماهنگی با شورای نگهبان، با ابلاغ دستورالعملی اعلام کرد که با توجه به وجود دستگاه های احراز هویت رای‌دهندگان و عدم امکان ثبت رأی مجدد در سایر صندوق های کشور، الزامی برای استفاده از اثر انگشت در شعب اخذ رای نیست. مردم می توانند با تمایل و اختیار خود از امضا یا اثرانگشت استفاده کنند.

## ترکیب شیمیایی
لکهٔ انتخاباتی به‌طور معمول، حاوی رنگدانه‌های نقره نیترات است و طوری ساخته می‌شود که در مواجهه با نور فرابنفش واکنش نشان دهد. شستن یا حذف این نوع جوهر با هیچ روشی، امکان‌پذیر نیست ولی بدن انسان آن را به عنوان یک عامل خارجی شناخته و ظرف مدتی نسبتاً طولانی، از طریق رشد و جایگزین سلول‌های پوست از بین می‌برد.
مقدار استاندارد نقره نیتراتِ جوهر، بسته به مدت زمانی که می‌خواهیم جوهر بر روی انگشت باقی بماند، بین ۱۰ تا ۱۸ درصد متغیر است. در اکثر مواقع، به خصوص اگر عمل آغشته کردن انگشت به جوهر از طریق فرو بردن انگشت به بطری انجام می‌گیرد؛ مقداری حلّال، مثل الکل نیز به ترکیب جوهر انتخاباتی اضافه می‌شود تا باعث خشک شدن سریع آن گردد. ممکن است مقداری زیست کنش شیمیایی نیز به ترکیب جوهر اضافه شود تا مانع از انتقال باکتری‌ها از یک انتخاب‌کننده به انتخاب‌کنندگان دیگر شود.

## طول عمر
لکهٔ انتخابات به‌طور معمول بین ۷۲ تا ۹۶ ساعت بر روی پوست و به مدت ۲ تا ۴ هفته بر روی ناخن و کوتیکول باقی می‌ماند. جوهری که در هند مورد استفاده قرار می‌گیرد، تنها با رشد ناخن جدید بین می‌رود. می‌توان جوهر را تا چهار ماه بر روی انگشت نگه داشت. لکهٔ با غلظت نیترات نقره بالاتر از ۱۸ درصد تنها از طریق رشد پوست جدید از بین می‌رود. نیترات نقره، یک محرک بوده و اغلب مضر است و در درصدهای بالای ۲۵٪ منجر به سوزش و رینیت می‌شود و ممکن است شروع به رسوب‌گذاری کند.

## رنگ
رنگ لکهٔ انتخاباتی به‌طور سنتی بنفش، بنفش مایل به سیاه یا بنفش مایل به قهوه‌ای است. با این حال برای انتخابات عمومی سال ۲۰۰۵ سورینام از رنگ جذاب نارنجی که یک رنگ ملی بود، استفاده شد. در برخی از نقاط جهان که زنان ناخن‌هایشان را آرایش می‌کنند، رنگ‌های دیگری لازم است تا جلوی رأی دادن آن‌ها گرفته نشود.

## بهره‌وری
اگر از یک قلم نشان‌گر (ماژیک) مخصوص ۵ میلی لیتری استفاده شود، می‌توان ناخن یا انگشت حدود ۶۰۰ نفر را با آن رنگ کرد. با فروکردن انگشت درون یک بطری رنگ ۱۰۰ میلی لیتری هم، مثل کار نمادینی که در آغاز قرن ۲۱ در عراق و افغانستان انجام گرفت، می‌توان کار حدود ۱۰۰۰ نفر را راه انداخت. با فرو بردن انگشت درون بطری جوهر، رنگ مدت بیش‌تری روی انگشت مردم باقی می‌ماند.
استفاده از ماژیک، ضمن کاهش بسیاری از هزینه‌ها، برای حمل و نقل نیز آسان‌تر است. اگرچه با استفاده از این روش، مدت زمانی که جوهر بر روی انگشت افراد دوام می‌آورد کاهش می‌یابد، اما در نهایت فقط ۳ تا ۵ روز لازم است که اثر شرکت در انتخابات بر روی انگشت افراد باقی بماند. همچنین انتخاب‌کنندگان در برابر رنگی کردن انگشت با ماژیک، مقاومت کمتری نسبت به فرو بردن آن به بطری رنگ از خود نشان می‌دهند.

## مجادلات
در انتخابات ریاست‌جمهوری افغانستان (۱۳۹۳) اتهام تقلب در انتخابات مطرح شد. زیرا برخی مدعی بودند که جوهرهای انتخاباتی که قرار بود غیرقابل پاک شدن باشند، به راحتی شسته می‌شدند.
در خلال انتخابات ریاست جمهوری سال ۲۰۰۸ زیمبابوه اوباش کسانی را که انگشتشان نشانهٔ شرکت در انتخابات را داشت مورد ضرب و شتم قرار می‌دادند.
در خلال انتخابات سال ۲۰۱۰ افغانستان هم، طالبان با پخش شب‌نامه‌هایی اعلام کرده بود که عوامل این گروه، بر روی انگشت هرکس لکهٔ انتخاباتی را ببینند، مطمئن خواهند شد که او در انتخابات شرکت کرده‌است و تهدید کرده بودند که انگشت آن‌ها را قطع خواهند کرد. بنابراین در بعضی مناطق که تهدید بالا بود، از جوهر نامرئی که فقط در مقابل بعضی تجهیزات خاص مستقر در شعب اخذ رأی (مثل نور مادون قرمز) خود را نشان می‌دهند استفاده شد.
در انتخابات ۲۰۱۳ مجلس مالزی هم گفته شد که جوهرهای استفاده شده در انتخابات به راحتی پاک می‌شوند.

## کشورهای استفاده‌کننده
از لکهٔ انتخاباتی در برخی از کشوها استفاده شده یا می‌شود. مثل:
- افغانستان
- الجزایر
- بنگلادش
- بنین
- بورکینافاسو
- کانادا
- چاد
- جمهوری دموکراتیک کنگو
- دومینیکا
- مصر
- گامبیا
- هندوراس
- هند[۱۶]
- اندونزی
- عراق
- پاکستان
- ژاپن
- اردن
- کنیا
- لبنان
- لیبی
- مالزی
- مالدیو
- موریتانی
- مکزیک
- موزامبیک
- میانمار
- نپال
- نیکاراگوئه
- پرو
- فیلیپین
- سنت کیتس و نویس[۱۷]
- صربستان
- آفریقای جنوبی
- سریلانکا
- سودان[۱۸]
- سورینام
- سوریه
- تانزانیا
- ترینیداد و توباگو
- تونس
- ترکیه
- اوگاندا
- ایالات متحدهٔ آمریکا
- ونزوئلا
- زیمبابوه